# Сысолятин, Александр Матвеевич
Александр Матвеевич Сысолятин (27 июня 1926, д. Ёлкино, Сухоложский
 район, Уральская область, РСФСР, СССР — 17 февраля 1981, Артёмовский) — электрослесарь шахтоуправления «Егоршинское», мастер миниатюрных поделок. Почётный гражданин города Артемовского.

## Биография
Родился в шахтёрской семье. Получил известность как мастер микроминиатюры, уральский «левша».
Участник Великой Отечественной войны в составе Военно-воздушных сил СССР, за храбрость в одном из боёв был награждён медалью «За боевые заслуги».
Миниатюры Сысолятина вручались многим государственным и общественным деятелям СССР и иных государств: Иосипу Броз Тито, Вальтеру Ульбрихту, шаху Ирана Пехлеви, вдове Ю. Фучика и др. Также им изготовлены микроинструменты ряду хирургов, в том числе известному хирургу-офтальмологу С. Н. Фёдорову и уральскому нейрохирургу Д. Г. Шеферу.
Прозвище уральского «левши» Сысолятин получил после того, как в 1961 году изготовил механическую блоху аутентичной величины, которая самостоятельно прыгала на листе бумаги.
Похоронен на Песьянском кладбище Артёмовского.

## Награды
- Медаль «За боевые заслуги»
- Большая серебряная медаль ВДНХ.

## Память
Именем Сысолятина назван переулок в городе Артёмовском.
В городе создан региональный общественный фонд «Уральский левша», которым учреждены дипломы и денежные премии для умельцев.

## Семья
Родной брат — Иван Матвеевич, Герой Советского Союза. Двоюродный брат — Неустроев Степан Андреевич, Герой Советского Союза. Внучатая племянница — Петрова Татьяна Юрьевна, исполнительница русских народных песен.